# Saint-Léger (Charente)
Saint-Léger era una comuna francesa que estaba situada en el departamento de Charente, de la región de Nueva Aquitania que el 1 de enero de 2019 pasó a formar parte de la comuna nueva de Coteaux-du-Blanzacais como comuna delegada.

## Historia
El 25 de mayo de 2020 el consejo municipal de la comuna decidió su supresión como comuna delegada.

## Demografía
| Gráfica de evolución demográfica de Saint-Léger entre 1800 y 2016 |
|                                                                   |

Los datos demográficos contemplados en este gráfico de la comuna de Saint-Léger se han cogido de 1800 a 1999 de la página francesa EHESS/Cassini, y los demás datos de la página del INSEE.